# Cursor (banco de dados)
Em ciência da computação, um cursor de banco de dados é uma estrutura de controle que permite percorrer sobre os registros em um banco de dados. Os cursores facilitam o processamento subsequente em conjunto com o percorrimento, tal como recuperação, adição e remoção de registros de banco de dados. A característica de percorrimento do cursor de banco de dados faz os cursores semelhantes ao conceito iterador de linguagens de programação.
Cursores são usados pelos programadores de banco de dados para processar linhas individuais retornadas pelas consultas do sistema de banco de dados. Cursores permitem a manipulação de conjuntos de resultados completos de uma vez. Neste cenário, um cursor permite que linhas em um conjunto de resultados sejam processadas sequencialmente.
Em procedimentos SQL, um cursor possibilita definir um conjunto de resultados (um conjunto de linhas de dados) e realizar lógica complexa em uma linha por base de linha. Através do uso dos mesmos mecanismos, um procedimento SQL também pode definir um conjunto de resultados e retorná-lo diretamente ao chamador do procedimento SQL ou para uma aplicação cliente.
Um cursor pode ser visto como um ponteiro para uma linha em um conjunto de linhas. O cursor pode referenciar apenas uma linha por vez, mas pode mover-se para outras linhas do conjunto de resultado quando necessário.